# Vlag van IJsselstein

Vlag van de gemeente/stad IJsselstein

De vlag van IJsselstein werd in 1857 aan de minister van Binnenlandse Zaken opgegeven als de gemeentelijke vlag van de Utrechtse gemeente IJsselstein. De vlag was echter al in gebruik bij de Baronie IJsselstein.
De vlag bestaat uit twee gelijke horizontale banen in de kleuren geel (boven) en zwart (onder). De vlag is gebaseerd op het gemeentelijke wapen dat goud van kleur is met daarop een zwarte dwarsbalk. De vlag is al heel oud: hij wordt reeds aan het einde van de zestiende eeuw vermeld.

## Verwante afbeelding

Het wapen van IJsselstein